# Morrisville, North Carolina
Morrisville är en ort i Wake County i delstaten North Carolina, USA.